# Praskovia Ivanovna da Rússia
Praskovya Ivanovna (Moscou, 24 de setembro de 1694 – São Petersburgo, 8 de outubro de 1731) era uma tsarevna da Rússia, filha do czar Ivan V da Rússia e Praskovia Saltykova. Ela era uma sobrinha do czar Pedro, o Grande e a irmã da imperatriz Ana da Rússia.

## Início de vida
O pai de Praskovya morreu em 1696 e foi criada com as irmãs, Catarina e Ana, na propriedade em Moscou concedida a sua mãe pelo czar Pedro, o Grande. Ela foi instruída na literatura e nas ciências por professores alemães. Praskovya foi descrita pelo embaixador espanhol em comparação com suas irmãs como deficientes em inteligência, além de ser muito doente.

## Casamento
Com o consentimento de sua mãe, Praskovya casou-se com um nobre descendente da antiga Dinastia ruríquida, Ivan Dmitriev-Mamonov. Eles tiveram um filho.